# Joan de Gal·les
Joan de Gal·les, OFM (País de Gal·les, s. XIII - París 1285) fou un escriptor franciscà que escrigué en llatí una sèrie d'obres molt divulgades en l'edat mitjana.

## Vida
Anomenat Johannes Guallensis en llatí i John Waleys, o of Wales, en anglès, ingressà a l'orde dels franciscans i, un cop doctor en teologia, cap al 1260, ensenyà a Oxford. Cap al 1270 es traslladà a París, on passà la major part dels anys que precediren la seva mort.

## Obra
Teòleg moralista, gran admirador del món antic, escriví diverses obres, molt divulgades, entre les quals destaquen les següents:
- Breviloquium de philosophia, sive sapientia sanctorum (Breviloqui de filosofia, o saviesa dels sants), traduït al català al s. XV.
- Compendiloquium (Compendiloqui), resum d'història de la filosofia.
- Communiloquium (Communiloqui) o Summa collationum (Summa de col·lacions), manual de conversa per a clergues i predicadors, també traduït al català, al s. XIV.
  - Edició digital de l'edició incunable de Colònia 1472
  - Edició digital de l'edició incunable d'Ulm 1481
  - Edició digital de l'edició incunable d'Estrasburg 1489
  - Digitalització de l'edició d'Augsburg 1475